# Byblidaceae
Byblidaceae é uma família de plantas angiospérmicas (plantas com flor - divisão Magnoliophyta), pertencente à ordem Lamiales.
Esta família apresenta um único gênero, Byblis, com sete espécies de plantas carnívoras, nativas da Austrália e Nova Guiné.

## Espécies
- Byblis aquatica
- Byblis caerulea
- Byblis filifolia
- Byblis gigantea
- Byblis lindleyana
- Byblis liniflora
- Byblis rorida